# Chiesa di Sant'Andrea (Papaiano)
La chiesa di Sant'Andrea, oggi chiesa di San Rocco, è un edificio religioso situato a Papaiano, nel comune di Poggibonsi, in provincia di Siena, arcidiocesi di Siena-Colle di Val d'Elsa-Montalcino.

## Storia
La chiesa è citata per la prima volta in un atto del 972 quando venne venduta dai due compatroni dell'epoca al marchese Ugo II di Toscana, il quale il 10 agosto 998 la donò con il vicino castello di Papaiano all'Abbazia di Martùri. Il successore il marchese Bonifacio si distinse soprattutto per la dispersione del patrimonio dei beni dell'abbazia ma nel 1075 i giudici della marchesa Beatrice fecero in modo che la chiesa di sant'Andrea venisse restituita alla badia di Martùri.
La vita della chiesa era strettamente legata alle vicende del vicino castello di Papaiano (nel 1015 presso il castello si accampo l'imperatore Enrico II) che nella prima metà del XII secolo conobbe un notevole sviluppo. Ciò portò ad una ricostruzione della chiesa nelle forme attuali. I lavori furono iniziati dall'abate di Martùri che ne era ritornato patrono dopo che, per qualche tempo, in seguito ad un atto di papa Niccolò II la chiesa dipese dalla pieve di Martùri, e furono conclusi dalla comunità di canonici che risulta insediatasi prima del 1173.
Nel 1155 un atto del papa Adriano IV confermò il possesso al pievano poggibonsese e su questo fecero leva i canonici di Papaiano per affrancarsi dall'abbazia. Testimonianze di queste lotte si trovano in atti dei primi del XIII secolo quando risulta che alcuni dei canonici si legarono alla Abbazia di Isola e pochi anni dopo risulta istruita una causa tra gli uomini di Papaiano e l'abate di Martùri, causa che si concluse il 31 ottobre 1220 quando la chiesa venne interdetta al culto dal Capitolo di Siena. La questione venne ricomposta in seguito alla conferma del possesso alla abbazia di Martùri decretata al priore Guido il 2 marzo 1228 e accettata, con promessa di obbedienza all'abate, l'11 maggio 1232 quando la chiesa venne riconsacrata.
La chiesa per tutto il XIII secolo fu abbastanza ricca come dimostrano le decime pagate tra il 1275 e il 1303 quando versa sempre almeno 6 lire.
Nel XVII secolo, anche se nel frattempo la chiesa era molto decaduta, si ridefinì l'interno secondo lo stile barocco e i lavori portarono all'intonacatura dell'interno e alla costruzione di un altare sulla fiancata destra. Nel 1770 venne istituita la compagnia di San Rocco e in quell'anno cambiò il santo titolare.
La chiesa fu sottoposta a imponenti restauri tra il 1881 e il 1893 a spese dell'Economato Generale di Firenze e i lavori, diretti dall'ingegner Giovanni Pampaloni, portarono tra l'altro alla realizzazione della bifora in facciata.

## Descrizione

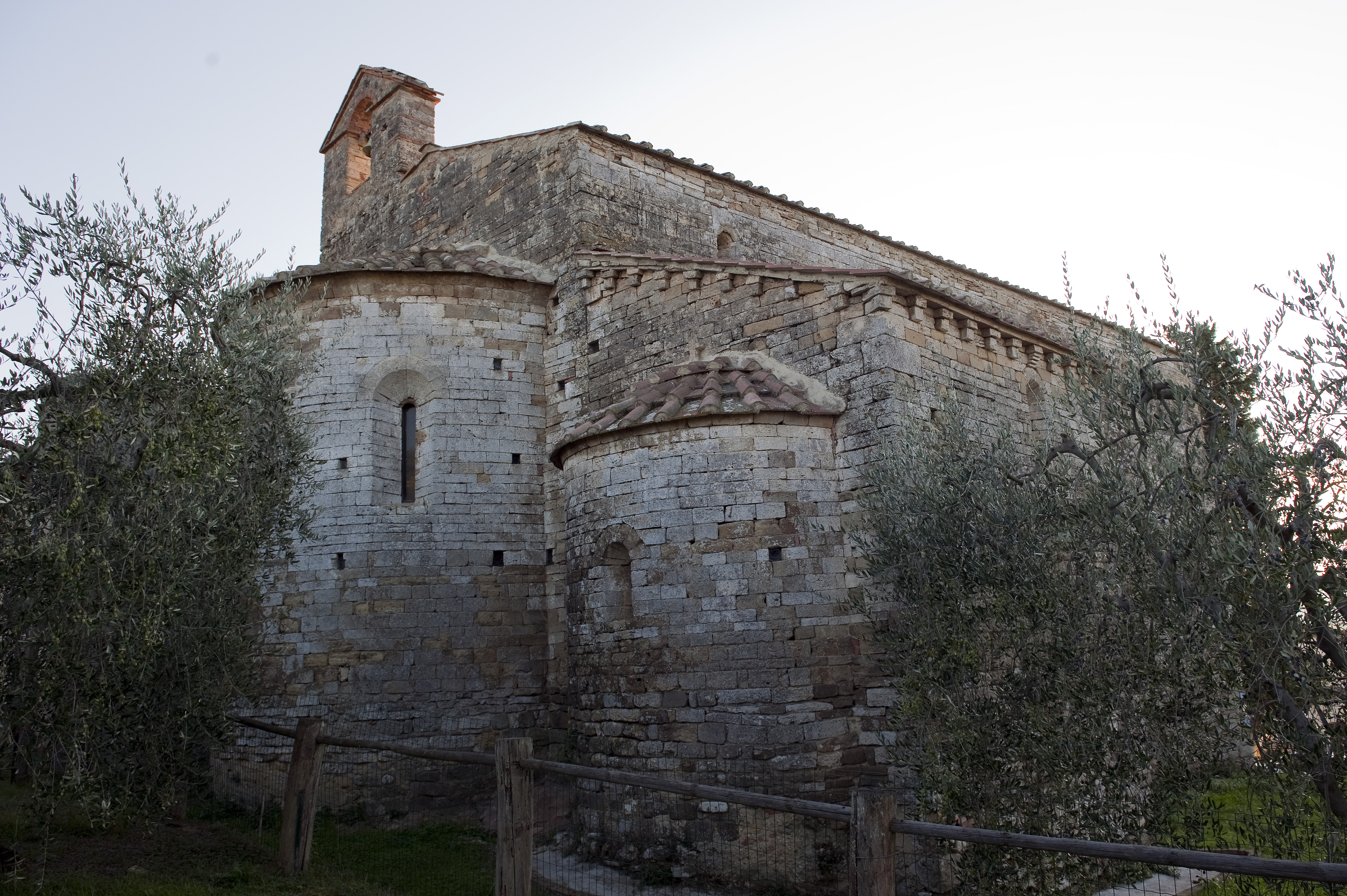
Tribuna

La chiesa originaria consisteva in un edificio ad aula unica rettangolare coperta a tetto e terminante in un transetto triabsidato secondo uno stile diffuso tra gli edifici dell'ordine Benedettino anche se è stata ipotizzato che la pianta della chiesa ripeta quella della scomparsa badia di Martùri. Tutta la struttura presenta una muratura a filaretto riferibile alla prima metà del XII secolo.

### Esterno
La facciata, a capanna, ha una forma molto slanciata e sono visibili le varie fasi costruttive. La parte più in basso presenta un paramento murario realizzato con bozze di arenaria e travertino; al centro si apre un portale architravato con lunetta con arco a tutto sesto. La zona superiore è costruita prevalentemente con conci di travertino disposti a corsi orizzontali e paralleli e in questo settore si apre una bifora realizzata alla fine del XIX secolo con materiali estranei al resto della muratura. Sopra la bifora è visibile un arco, probabilmente una precedente monofora in seguito tamponata. Quasi al culmine della facciata si trova una stretta feritoia a croce greca fatta con sottili lastre di pietra; in questa zona la muratura è abbastanza simile a quella della base.
Sulle fiancate si aprono tre monofore a doppio sguancio centinate disposte simmetricamente su ambo i lati.
La tribuna è caratterizzata dal volume della abside semicircolare centrale che ha un coronamento a mensole molto simile a quello visibile nella pieve a Castello; la muratura è discontinua tanto da far pensare ad un rialzamento effettuato in un secondo tempo. Nel volume dell'abside centrale si aprono tre monofore a doppia strombatura con architrave ed è coronata da una semplice cornice convessa. Sul fianco settentrionale s'innesta il volume del transetto a pianta rettangolare aperto da una semplice finestra mentre di quello della fiancata meridionale e della antica torre campanaria non esistono più tracce (probabilmente perché inglobate negli edifici costruiti successivamente a ridosso della chiesa).
Alla sommità del lato posteriore si appoggia un campaniletto a vela.

### Interno
Internamente l'aula è intonacata e conserva gli altari barocchi; sull'altare maggiore è un affresco del 1492 con la Madonna col Bambino e santi attribuito a Filippo di Antonio Filippelli. Il transetto è rialzato da due gradini e vi si notano gli arconi murati che davano acceso ai bracci laterali che erano coperti con volta a vela.

## Bibliografia

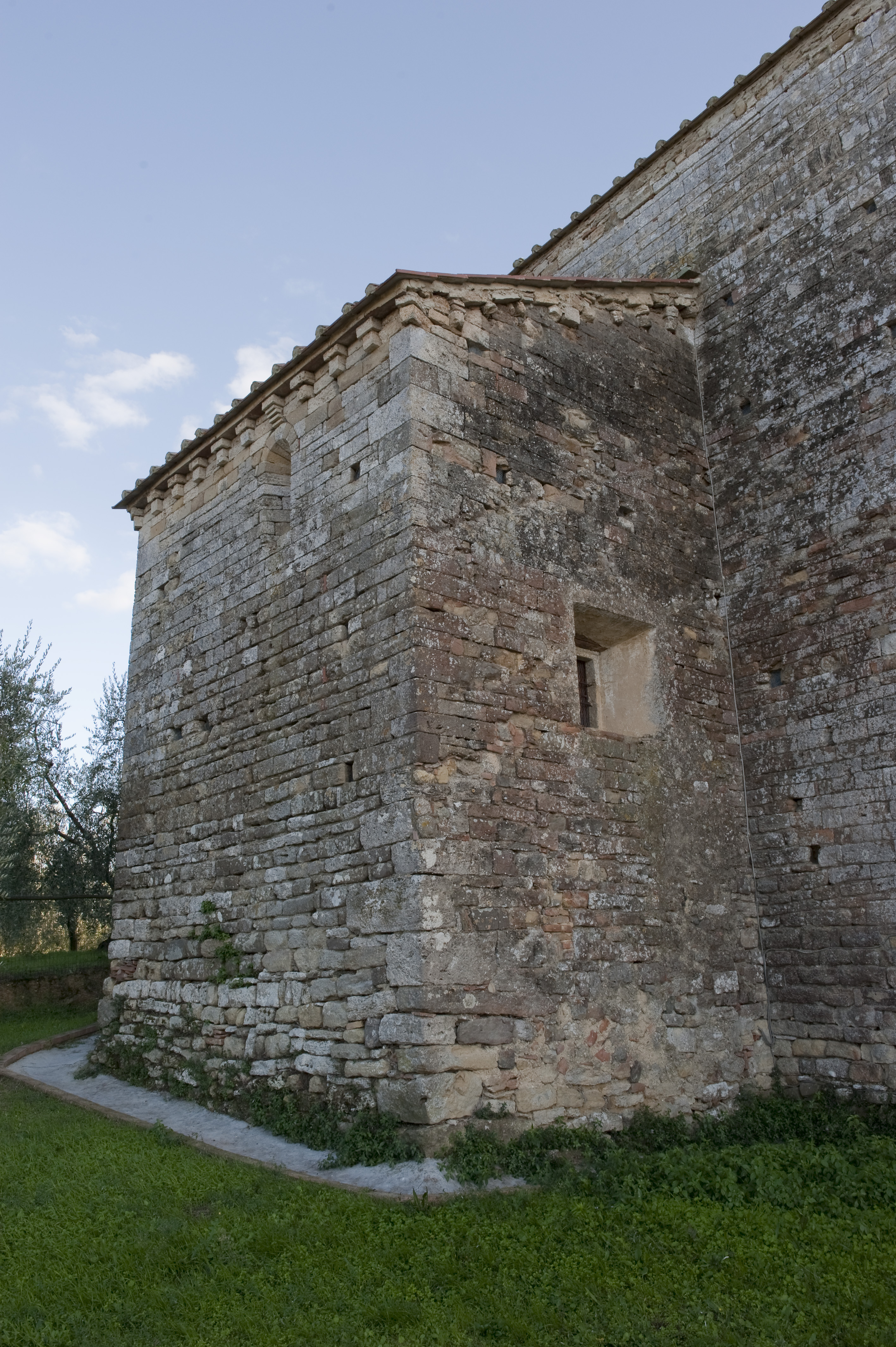
Transetto sinistro